# MultiVersus
MultiVersus est un jeu vidéo de combat développé par Player First Games et publié par Warner Bros. Games. Après avoir été proposé en bêta ouverte entre août 2022 et juin 2023, le jeu est sorti le 28 mai 2024 sur PC, PlayStation 4, PlayStation 5, Xbox One et Xbox Series en free-to-play et cross-platform. Le jeu est retiré de la vente et les fonctions en ligne sont coupées le 30 mai 2025.

## Système de jeu
Multiversus fait s'affronter dans un crossover des personnages de licences appartenant à Warner Bros. en 2 contre 2, en 1 contre 1 ou en chacun pour soi à 4 joueurs.
Le jeu veut mettre l'accent sur la collaboration et permet ainsi de créer des guildes et de développer des stratégies entre joueurs en combinant les attaques spéciales de tel personnage avec un autre. Chaque personnage a également un niveau de maîtrise qui augmente à chaque partie jouée avec celui-ci, ce qui permet de débloquer des récompenses dont des atouts qui peuvent attribuer des bonus à ce personnage.

### Personnages jouables
Treize personnages ont été officialisés en novembre 2021. Le 4 mars 2022, le compte Twitter de MultiVersus a confirmé le personnage de Vera de Scooby-Doo. Lors d'une bande-annonce publiée le 16 mai 2022, Taz de l'univers des Looney Tunes et le Géant de Fer du film d'animation homonyme ont été annoncés.
Les personnages de MultiVersus, au nombre de 26 lors de la sortie officielle du jeu, proviennent de franchises appartenant au conglomérat Warner Bros. Discovery. Chaque personnage est caractérisé par une classe en fonction de son gameplay (Assassin, Cogneur, Mage et Tank) :
- Les Assassins se battent notamment avec des armes (épées, pistolets, etc.). Ce sont les personnages les plus rapides du jeu et ils font plus de dégâts, mais en contrepartie ils ont une défense amoindri.
- Les Cogneurs se battent principalement au corps à corps, mais ils sont également assez polyvalents en faisant des dégâts et ayant une défense moyenne.
- Les Mages tiennent facilement leurs adversaires à distance, notamment avec leurs projectiles.
- Les Tanks ce sont les personnages les plus lents du jeu ; cependant, ils ont une grande défense et peuvent donc résister longtemps aux attaques ennemis.

Lors de la bêta, certains personnages comme Chien-Renne, Steven, Gizmo et Véra était dans la catégorie Soutien (qui, comme son nom l'indique, permettait de lancer des sorts de soutien, notamment pendant les matchs en 2 contre 2). Celle-ci disparaît dans la version finale du jeu, et Gizmo, Véra ainsi que Chien-Renne sont rangés dans la catégorie Mage, tandis que Steven devient un Tank.
Avant le 20 août 2024, Taz et Morty étaient de classe Cogneur et Marvin était de classe Assassin.
| Personnage        | Franchise                | Classe   | Apparu le                         | Réf.   |
| ----------------- | ------------------------ | -------- | --------------------------------- | ------ |
| Finn l'humain     | Adventure Time           | Assassin | 19 juillet 2022 (Accès anticipé)  | [ 6 ]  |
| Jake le chien     | Adventure Time           | Cogneur  | 19 juillet 2022 (Accès anticipé)  | [ 6 ]  |
| Batman            | Univers DC               | Cogneur  | 19 juillet 2022 (Accès anticipé)  | [ 6 ]  |
| Harley Quinn      | Univers DC               | Assassin | 19 juillet 2022 (Accès anticipé)  | [ 6 ]  |
| Superman          | Univers DC               | Tank     | 19 juillet 2022 (Accès anticipé)  | [ 6 ]  |
| Wonder Woman      | Univers DC               | Tank     | 19 juillet 2022 (Accès anticipé)  | [ 6 ]  |
| Arya Stark        | Game of Thrones          | Assassin | 19 juillet 2022 (Accès anticipé)  | [ 6 ]  |
| Le Géant de fer   | Le Géant de fer          | Tank     | 19 juillet 2022 (Accès anticipé)  | [ 7 ]  |
| Bugs Bunny        | Looney Tunes             | Mage     | 19 juillet 2022 (Accès anticipé)  | [ 6 ]  |
| Taz               | Looney Tunes             | Assassin | 19 juillet 2022 (Accès anticipé)  | [ 7 ]  |
| Chien-Renne       | Personnage original      | Mage     | 19 juillet 2022 (Accès anticipé)  | [ 8 ]  |
| Sammy Rogers      | Scooby-Doo               | Cogneur  | 19 juillet 2022 (Accès anticipé)  | [ 9 ]  |
| Vera Dinkley      | Scooby-Doo               | Mage     | 19 juillet 2022 (Accès anticipé)  | [ 7 ]  |
| Steven Universe   | Steven Universe          | Tank     | 19 juillet 2022 (Accès anticipé)  | [ 9 ]  |
| Grenat            | Steven Universe          | Cogneur  | 19 juillet 2022 (Accès anticipé)  | [ 9 ]  |
| Tom & Jerry       | Tom et Jerry             | Mage     | 19 juillet 2022 (Accès anticipé)  | ,      |
| LeBron James      | Space Jam : Nouvelle Ère | Cogneur  | 26 juillet 2022 (Bêta)            | [ 10 ] |
| Morty Smith       | Rick et Morty            | Mage     | 23 août 2022 (Bêta Saison 1)      | [ 11 ] |
| Rick Sanchez      | Rick et Morty            | Mage     | 27 septembre 2022 (Bêta Saison 1) | [ 11 ] |
| Black Adam        | Univers DC               | Cogneur  | 31 octobre 2022 (Bêta Saison 1)   |        |
| Gizmo             | Gremlins                 | Mage     | 8 septembre 2022 (Bêta Saison 1)  |        |
| Stripe            | Gremlins                 | Assassin | 12 octobre 2022 (Bêta Saison 1)   |        |
| Marvin le Martien | Looney Tunes             | Mage     | 21 novembre 2022 (Bêta Saison 2)  |        |
| Le Joker          | Univers DC               | Mage     | 28 mai 2024 (Saison 1)            |        |
| Garde Banane      | Adventure Time           | Cogneur  | 28 mai 2024 (Saison 1)            |        |
| Jason Voorhees    | Vendredi 13              | Tank     | 28 mai 2024 (Saison 1)            |        |
| Agent Smith       | Matrix                   | Cogneur  | 8 juillet 2024 (Saison 1)         |        |
| Samouraï Jack     | Samouraï Jack            | Cogneur  | 23 juillet 2024 (Saison 2)        |        |
| Beetlejuice       | Beetlejuice              | Assassin | 20 août 2024 (Saison 2)           |        |
| Les Supers Nanas  | Les Supers Nanas         | Assassin | 17 septembre 2024 (Saison 3)      |        |
| Nubia             | Univers DC               | Assassin | 15 octobre 2024 (Saison 3)        |        |
| Marceline         | Adventure Time           | Cogneur  | 17 décembre 2024 (Saison 4)       |        |
| Raven             | Teen Titans              | Mage     | 12 novembre 2024 (Saison 4)       |        |
| Aquaman           | Univers DC               | Tank     | 4 février 2025 (Saison 5)         |        |
| Lola Bunny        | Looney Tunes             | Cogneur  | 4 février 2025 (Saison 5)         |        |

### Cartes
- Arbre-Maison (Adventure Time)
- Arène céleste (Steven Universe)
- Retour vers le passé (Samouraï Jack)
- Batcave (Univers DC)
- Royaume des bonbons (Adventure Time)
- Château d'eau (Animaniacs)
- Cromulons (Rick et Morty)
- Manoir hanté (Scooby-Doo)
- Le Terrain (Space Jam : Nouvelle Ère)
- Laboratoire de Dexter (Le Laboratoire de Dexter)
- Projection nocturne (Gremlins)
- Salle du trône (Game of Thrones)
- Taverne aux bonbons (Adventure Time)
- La saison des Wabbits (Looney Tunes)
- La Tour Teen Titans (Teen Titans)
- Ville de Townsville (Les Supers Nanas)
- Salle de formation
- Salle d'entraînement
- S.A.L.L.E des trophées

## Développement

### Fuites
Avant d'être annoncée en novembre 2021, l'existence de MultiVersus faisait l'objet de fuites et de rumeurs provenant de nombreuses sources en ligne. Un utilisateur du subreddit r/GamingLeaksandRumours avait affirmé que idée du jeu était apparu début 2019 à la suite de la sortie de Super Smash Bros. Ultimate et au fait que les employés de Warner Bros étaient au courant du mème internet "Ultra Instinct Shaggy". Ils avaient également affirmé que l'idée d'un crossover avait influencé le tournage de Space Jam : Nouvelle Ère,, bien que la validité de ces affirmations pour les deux produits n'ait pas encore été confirmée ou infirmée par Player First Games ou Warner Bros. Le 27 octobre 2021, le joueur professionnel de Super Smash Bros. Melee Juan "Hungrybox" DeBiedma a partagé sur Twitter une photo contenant ce qu'il prétendait être l'écran de sélection des personnages d'un prochain jeu de plateforme de Warner Bros. appelé MultiVersus. L'image a ensuite été supprimée après que Warner Bros. a soumis une demande de retrait DMCA,.

### Attribution des voix

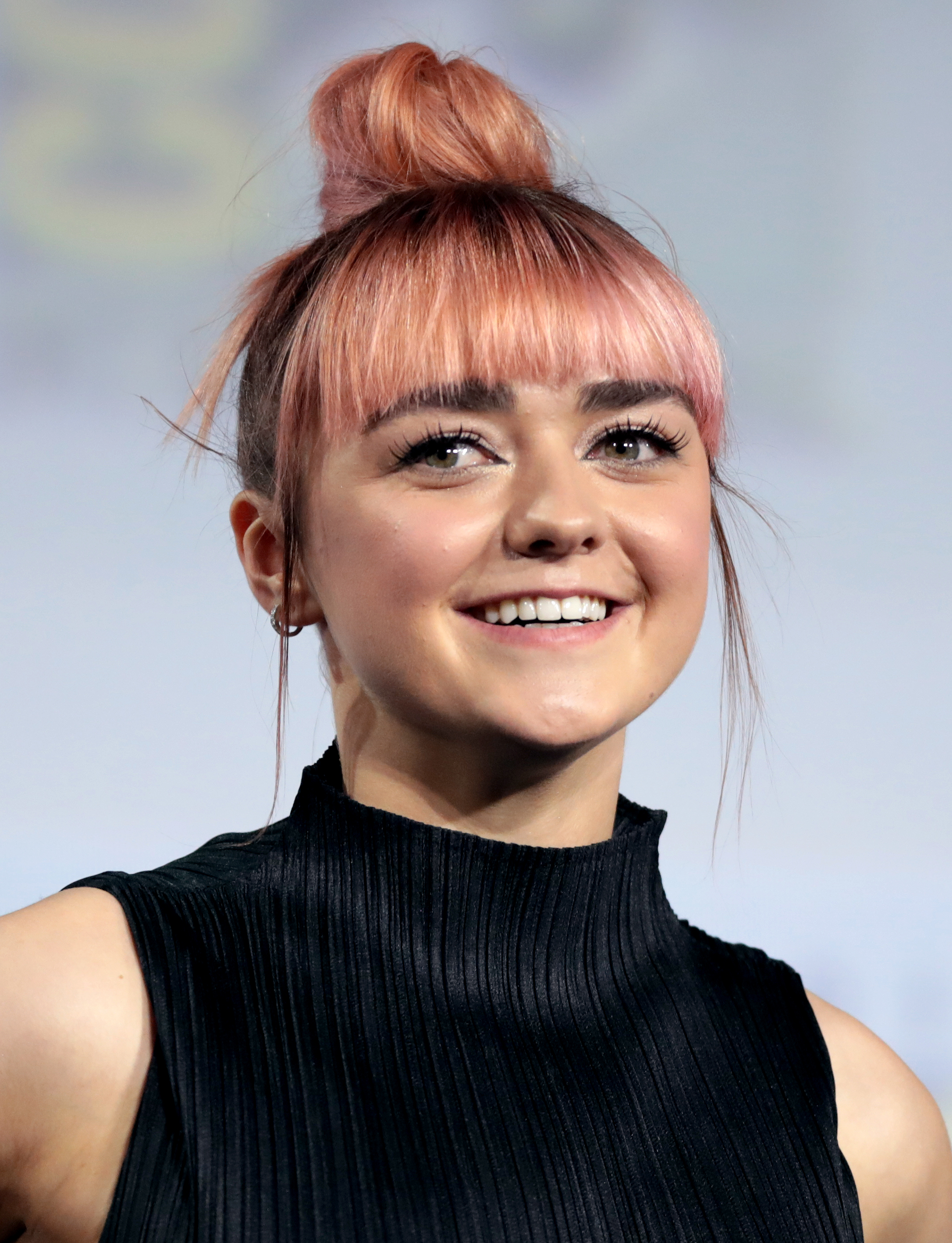
Dans un tout autre contexte que la série Game of Thrones, Maisie Williams prête sa voix à Arya Stark, le rôle qui l'a révélé.

La majorité des personnages sont interprétés par leur acteur repris de précédentes productions. Maisie Williams, reprend le rôle d'Arya Stark qu'elle tient de 2011 à 2019 dans la série Game of Thrones.
Jim Cummings reprend une fois de plus le Looney Tunes Taz comme il le fait régulièrement depuis la série Taz-Mania en 1991,. Il en est de même pour Eric Bauza qui reprend Bugs Bunny tout en faisant la voix du duo Tom et Jerry.
Les voix actuelles de Vera et Sammy, c'est-à-dire  Kate Mucucci et  Matthew Lillard, reprennent leurs rôles. Daniel DiVenere et Estelle Swaray reprennent les rôles de Steven Universe et Grenat, de même que Jeremy Shada (en) et John DiMaggio pour les personnages de Finn l'humain et Jake le chien.
Voix emblématique de Batman depuis la série d'animation de 1992, Kevin Conroy reprend le personnage, l'ayant déjà joué dans les franchises Batman: Arkham (2009-2015) et  Injustice (2013-2017). Harley Quinn est jouée par Tara Strong qui a succédé à Arleen Sorkin dans Batman: Arkham City (2011) et qui a repris le personnage à plusieurs reprises. George Newbern campe une nouvelle fois Superman, l'ayant déjà joué dans la série d'animation Justice League (2001-2006) et les jeux vidéo Injustice  (2013-2017). Quant à Wonder Woman, elle est jouée pour la toute première fois par Abby Trott (en).
Alors joué par Vin Diesel dans le film de 1999, le Géant de Fer est ici interprété par Jonathan Lipow. Lebron James ne joue pas son propre rôle et est remplacé par John Eric Bentley. Enfin, seul personnage original, Chien-renne a pour voix celle d'Andrew Frankel,.
Justin Roiland n'a pas été choisi pour reprendre le rôle du duo Rick Sanchez et Morty Smith qu'il tenait dans la série jusqu'en 2022 ; celles-ci sont interprétées par Ian Cardoni et Harry Belden, respectivement.

### Annonce et sortie en bêta ouverte
La première bande-annonce du jeu a été diffusée le 18 novembre 2021. Présentée par Tony Huynh, le cofondateur et directeur du studio Player First Games, elle dévoile une partie du gameplay et des personnages jouables. Il s'agit du premier jeu développé par ce studio. Les mécaniques de jeu sont inspirées de Super Smash Bros., et de Dead by Daylight pour les atouts et les niveaux de maîtrise des personnages. Les personnages sont doublés dans plusieurs langues par les acteurs qui les interprètent dans d'autres média.
Une nouvelle bande-annonce du jeu a été publiée le 16 mai 2022, où de nouveaux personnages ont été confirmés. Une alpha fermée a été également annoncée, et est organisée du 19 au 27 mai 2022. Enfin, une bêta ouverte est lancée le 26 juillet 2022,.
La bêta ouverte du jeu a été lancée le 26 juillet 2022, et une version en accès anticipé a été lancée une semaine auparavant, le 19 juillet. La sortie officielle est initialement prévue pour le 9 août 2022, mais le jeu a été repoussé début août à une date ultérieure. Le jeu sort finalement le 15 août. La distribution du Pack de Fondateur (Founder Pack) à durée limitée pour PC se fait via Steam, ainsi que sur le Microsoft Store et Epic Games Store pour les consoles Xbox et le PlayStation Store pour les consoles PlayStation. Il existe trois versions : Standard, Deluxe et Premium et sont disponibles jusqu'au 14 février 2023. Ces Packs de Fondateurs contient des gleamiums, des bannières et des effets d'éjections exclusifs ainsi que des consommables exclusifs tels que des tickets de personnages et des jetons premiums.
Après un très gros départ en juillet 2022, le jeu a perdu environ 99 % de ses joueurs en février 2023 (notamment à cause d'une cadence de nouveaux contenus plus ralenti et le manque de nouveaux personnages pendant trois mois). En mars 2023, WB Games et Player First Games déclarent que le jeu était toujours proposée en version bêta, à la surprise des joueurs. Cette version bêta prend fin le 25 juin 2023, tandis que le lancement de la version finale est prévue pour 2024.

### Sortie officielle
En mars 2024, Warner Bros. annonce la sortie du jeu pour le 28 mai 2024 sur PlayStation 5, PlayStation 4, Xbox Series, Xbox One et Microsoft Windows. Le jeu propose un mode PvE et des graphismes améliorés avec le passage au moteur Unreal Engine 5.

### Arrêt du développement
Les serveurs du jeu sont fermés le 30 mai 2025 à la fin de la saison 5 du jeu.